# Conjugatie (galoistheorie)
In de abstracte algebra, een deelgebied van wiskunde zijn de  geconjugeerde elementen van  een algebraïsch element α over een eindig lichaam K de (andere) nulpunten van het minimale polynoom {\displaystyle p_{K}^{\alpha }(X)} van α over  K in een lichaamsuitbreiding L van K.. Veronderstel dat K = {\displaystyle \mathbb {F} _{q}} en dat L = {\displaystyle \mathbb {F} _{q^{m}}} de lichaamsuitbreiding is van K. Als α ∈ {\displaystyle \mathbb {F} _{q^{m}}} dan zijn α, αq, αq2, ..., αqm−1 de geconjugeerde elementen van α over {\displaystyle \mathbb {F} _{q}}.